# Avril 1979

## Événements
- Deuxième choc pétrolier à la suite de la révolution iranienne. Les grèves dans l’industrie iranienne du pétrole stoppent les exportations iraniennes et déclenchent une seconde vague de panique chez les pays consommateurs, qui effectuent des achats de précaution. Le cours du baril de brut triple, de 12,70 à 36 dollars entre 1979 et 1980. Crise économique mondiale (1979-1983). 13,3 % d’inflation.
  - L'ancien premier ministre Chapour Baktiar s'enfuit d'Iran pour la France.
- Face à la menace iranienne, l’Irak conclut avec l’Arabie saoudite un accord de sécurité par lequel l’Irak s’engage à défendre l’Arabie saoudite en cas d’agression iranienne ou de menace soviétique.

- 1er avril :
  - victoire de Dale Earnhardt lors du Southeastern 500 sur le Bristol International Speedway en NASCAR Winston Cup.
  - proclamation de la République islamique d'Iran.
- 4 avril : pendaison d'Ali Bhutto au Pakistan.
- 8 avril (Formule 1) : Grand Prix automobile de la côte Ouest des États-Unis.
- 10 avril : le Congrès des États-Unis vote une loi qui condamne toute tentative de réunification de la Chine par la force.
- 11 avril : le dictateur de l’Ouganda Idi Amin Dada est mis en fuite par l’armée Tanzanienne. Son régime a fait depuis 1971 environ 200 000 morts dont une partie des cadres du pays.
- 16 avril (Rallye automobile) : arrivée du Rallye Safari.
- 18 avril[1] : Saad Haddad proclame l’État du Liban libre dans la région qu’il contrôle (Liban du Sud). La Syrie ne parvient pas à dominer le réduit chrétien et diminue son engagement au Liban.
- 20 avril :
  - « Incident du lapin » impliquant Jimmy Carter lors d'une partie de pêche.
  - Massacre de Kerala en Afghanistan
- 22 avril[2] : élections organisées pour nommer une nouvelle Chambre des représentants en Thaïlande.
- 23 avril - 23 mai[3] : violentes émeutes antimonarchistes au Népal. Le roi Birendra accepte de soumettre au vote populaire une réforme politique, introduisant le suffrage universel pour l’élection des conseils locaux.
- 29 avril (Formule 1) : Grand Prix automobile d'Espagne.

## Naissances
- 2 avril : Frédéric Lecanu, judoka français.
- 3 avril : Grégoire, chanteur français.
- 4 avril : Heath Ledger, acteur australien († 22 janvier 2008).
  - 4 avril : Natasha Lyonne, actrice américaine.
- 5 avril : Guillaume Philippon, athlète.
- 8 avril : Alexi Laiho, ex- chanteur-guitariste du groupe de black metal finlandais Children Of Bodom († décembre 2020).
- 10 avril : Sophie Ellis-Bextor, chanteuse.
- 12 avril : 
  - Claire Danes, actrice américaine.
  - Jennifer Morrison, actrice américaine
- 18 avril : Majid Berhila, humoriste et comédien français.
- 19 avril : Kate Hudson, actrice américaine.
- 21 avril : Nicolas Bedos, réalisateur, acteur, humoriste, scénariste, dramaturge et metteur en scène français.
- 22 avril : Aziz Makhlouf, footballeur algérien.
- 23 avril : Jaime King, actrice américaine.
- 26 avril : Ariane Brodier, présentatrice française.
- 27 avril : Casey Calvary, basketteur américain.
- 29 avril : Matt Tong, batteur anglais du groupe Bloc Party.

## Décès
- 7 avril : Marcel Jouhandeau, écrivain.
- 16 avril : Fernand Thouvignon, assureur et historien français (° 23 janvier 1904).
- 14 avril : Rudolf Gustav Wilhelm Jugert, réalisateur allemand.
- 22 avril : Maurice Clavel, philosophe, écrivain et journaliste.